# Clevidipin
Clevidipin ist ein Arzneistoff (ein Dihydropyridin-L-Typ-Calciumkanalblocker) aus der Gruppe der Calciumantagonisten zur raschen Reduktion eines erhöhten Blutdrucks in perioperativen Situationen. Die Substanz wurde in den USA im Jahr 2008 und in der Schweiz 2010 zugelassen.

## Stereochemie
Clevidipin enthält ein Stereozentrum und besteht aus zwei Enantiomeren. Hierbei handelt es sich um ein Racemat, also ein 1:1-Gemisch von (R)- und der (S)-Form:
| Enantiomere von Clevidipin | Enantiomere von Clevidipin |
| -------------------------- | -------------------------- |
| CAS-Nummer: 167356-40-3    | CAS-Nummer: 167356-39-0    |

## Klinische Angaben

### Anwendungsgebiete (Indikationen)
Clevidipin ist ein ultrakurzwirksamer und gefäßselektiver Calciumkanalblocker aus der Gruppe der Dihydropyridine der 3. Generation. Es ist gefäßerweiternd, blutdrucksenkend und wird intravenös für die rasche Reduktion des Blutdrucks in perioperativen Situationen eingesetzt.

### Unerwünschte Wirkungen (Nebenwirkungen)
Zu den möglichen unerwünschten Wirkungen gehören eine zu starke Blutdrucksenkung, ein schneller Herzschlag, Kopfschmerzen, Übelkeit und Erbrechen.

## Handelsnamen
- Cleviprex